# 隱形色
隱形色是香港歌手林家謙的第5張個人專輯及首張國語專輯，於2024年12月16日實體及數位同時發行。

## 製作
隱形色是林家謙首張國語專輯，2024年初發想，6月ISFP發行之後緊接著開始製作，曲目從過往林家謙創作的粵語單曲裡最終決定8首，發出合作邀請音樂詞人重新填詞。林家謙解釋，他僅只是想讓聽眾可以透過較為熟悉的語言入門了解他的音樂，這樣他也不用太改變自己，於是這張專輯裡只有一首新歌兼主打的有色眼鏡。
林家謙以往長期合作的林夕、周耀輝和Oscar分別貢獻了有色眼鏡、假如我今天不說一句話和胡說八道生成器的國語歌詞創作及覆寫，此外林家謙也鼓起勇氣，邀請幾位包括魏如萱、HUSH、吳青峰、李焯雄、陳信延等一直很想合作的詞人，為選曲重新填詞。
唯一的新歌有色眼鏡由林夕填詞，用了林家謙標誌性的「眼鏡」表達和世界相處的一種方式，魏如萱將神奇的糊塗魔藥重新填詞成為的聽到你一聲「～」，我沒了。充滿了戀愛腦的日常內容，林家謙收到的第一時間是問魏如萱「我能唱嗎」。陳信延將喃嘸師感官漫遊轉換為親愛的演算法往數位主宰世界的主題連結，HUSH讓聽風從半空回到地面成為走走，吳青峰交出的無人之鏡他自承花了點時間消化：「有天我走在街上，看到櫥窗反射裡的自己，我就突然間明白了這首歌。鏡子就是你自己，只有你自己才能保護你自己，才能容納自己的宇宙與喜憂」。
編曲的部分也因詞重製，細節上的挑動是給熟悉他的歌迷的驚喜，例如下一位前度及一人之境這兩首，林家謙故意只保留前奏的第一顆音，「既是提醒也是誤導」；無人之鏡以及一人之境在鋼琴旋律部分運用了鏡像手法；親愛的演算法首段加入了銅管錚錚等，讓舊曲在升級2.0版本的概念上作變化。有色眼鏡製作了兩個版本，放在專輯第2首的主打歌版為升D大調/降E大調，140BPM旋律溫柔輕快的；安排在第7首的隱形版由蔡德才負責編曲，主調旋律G大調，節奏略慢如呢喃的133BPM。
專輯的名字是最後決定的，林家謙發出邀請時，沒有設定主題，在收回的歌詞裡卻發現，不約而同出現「保護色」、「透明」等詞彙，這些詞人不知不覺間為專輯定了調，意外符合林家謙自認的「像個隱形的人」，也呼應了現代人在網路上和現實中的差異。這張專輯是林家謙目前耗費最多製作時間和感到壓力的，他得忘記原先粵語的發音唱法，口氣和音調都要調整，為此他很感謝陳奕迅在巡演過程中，特地抽出一天來聽demo及標注需要注意發音的筆記，並且配唱了第幾位前任 。這張專輯的完成，同時完成了哥哥的心願，以及讓自己跨過語言的界線。

## 發行
專輯封面的構圖及顏色呼應第一張專輯MAJOR IN MINOR。有色眼鏡的MV裡，林家謙戴上耳機遊走在香港的街頭，從下班的中環走向日出的銅鑼灣海岸。一人之境選擇在臺灣拍攝MV，國語歌詞的有色眼鏡走在香港街頭，林家謙表示這是種有趣的語言和空間交錯的對比。

## 曲目
| 曲序     | 曲目                       |          | 作曲          | 编曲                        | 製作人               | 备注           | 时长  |
| -------- | -------------------------- | -------- | ------------- | --------------------------- | -------------------- | -------------- | ----- |
| 1.       | 親愛的演算法               | 陳信延   | 林家謙 鄧百亨 | 林家謙 Vigilant Nation Ent. | 林家謙               | 喃嘸師感官漫遊 | 3:15  |
| 2.       | 有色眼鏡                   | 林夕     | 林家謙        | 林家謙                      | 林家謙               |                | 3:00  |
| 3.       | 第幾位前任                 | 林夕     | 澤日生 林家謙 | 林家謙                      | 澤日生 陳奕迅 林家謙 | 下一位前度     | 4:35  |
| 4.       | 穩定單身中                 | 李焯雄   | 林家謙        | 林家謙                      | 林家謙               | 無答案         | 3:34  |
| 5.       | 胡說八道生成器             | Oscar    | 林家謙        | 林家謙 Vigilant Nation Ent. | 林家謙               | 特倫斯夢遊仙境 | 3:45  |
| 6.       | 聽到你一聲「～」，我沒了。 | 魏如萱   | 林家謙        | 林家謙 雷柏熹               | 林家謙               | 神奇的糊塗魔藥 | 3:23  |
| 7.       | 有色眼鏡 (隱形)            | 林夕     | 林家謙        | 蔡德才                      | 林家謙               |                | 3:28  |
| 8.       | 走走                       | HUSH     | 林家謙        | 林家謙                      | 林家謙               | 聽風           | 3:15  |
| 9.       | 無人之鏡                   | 吴青峰   | 林家謙        | 林家謙                      | 林家謙               | 一人之境       | 3:17  |
| 10.      | 假如我今天不說一句話       | 周耀輝   | 林家謙        | 徐偉臻 林家謙               | 林家謙               | 有你聽我的故事 | 3:26  |
| 总时长： | 总时长：                   | 总时长： | 总时长：      | 总时长：                    | 总时长：             | 总时长：       | 34:57 |

## 商業表現
此張專輯為Hit FMDJ推薦「2024年度十大專輯」之一，林家謙表達感謝並期許自己能完成當初抽掉的第11首，儘早帶新作品和大家見面。
2025年5月14日第36屆金曲獎公布該屆入圍名單，此張專輯入圍了「年度專輯獎」、「最佳華語專輯獎」、「最佳專輯製作人獎」、「最佳華語男歌手獎」4個獎項；林家謙和林夕合作的有色眼鏡分別獲提名「最佳作曲人獎」以及「最佳作詞人獎」，共計6項提名。典禮於6月28日舉辦並宣布得獎名單；林家謙回應訪問，最希望得到「最佳作曲人獎」。結果公布僅捧回入圍獎牌。

## 外部連結
- 隱形色 (CD) （页面存档备份，存于）-林家謙的官方網站介紹
- YouTube上的有色眼鏡